# European Science and Environment Forum
Het European Science and Environment Forum (ESEF) was een organisatie die zichzelf omschreef als een "onafhankelijk verbond van wetenschappers die tot doel hebben ervoor te zorgen dat besluiten die steunen op wetenschappelijke standpunten degelijk onderbouwd zijn". dit manifesteerde zich vooral in het in vraag stellen van de wetenschap waarop de milieuwetgeving gebaseerd is.
ESEF was gelinkt aan het International Policy netwerk en het Sustainable Development Network via Julian Morris en Roger Bate die ESEF hebben opgestart samen met de Nederlandse emeritus hoogleraar Frits Böttcher die op dat ogenblik 79 jaar oud was.
De academici die deel uitmaakten van ESEF waren vooral Amerikaanse wetenschappers die bekendstaan om hun klimaatskepticisme en om hun stelling dat er geen verband is tussen cfk's en het ozongat. Naast Böttcher maakten de Nederlanders Huib van Heel, Albert Cornelissen, Nico Vlaar en Harry Priem in 1998 deel uit van ESEF. 
In 1996 benaderde Roger Bate tabaksfabrikant R.J. Reynolds met een verzoek voor een schenking van £50.000 om een boek over risico's, met een hoofdstuk over passief roken te financieren. maar dit verzoek werd niet ingewilligd. Het boek verscheen in 1997 onder de titel What Risk? Science, Politics and Public Health. 

## Financiering
Volgens Roger Bate, kwam de overgrote meerderheid van de inkomsten van deze twee organisaties :
- May and Stanley Smith Charitable Trust
- Marit and Hans Rausing Foundation